# Phrazes for the Young
Phrazes for the Young is het eerste soloalbum van Julian Casablancas, bekend als de leadzanger van de Amerikaanse rockband The Strokes. De opnamen van dit album vonden plaats in New York, Los Angeles en Nebraska. De muziek werd geproduceerd door Jason Ladder in samenwerking met Mike Mogis (bekend van Bright Eyes en Monsters of Folk). Het album kwam binnen op de 35ste positie in de Billboard 200 Albums Charts en op de 19de plaats in de Britse hitlijsten.

## Composities
| 1.                 | Out of the Blue            | 4:43 |
| 2.                 | Left & Right in the Dark   | 4:58 |
| 3.                 | 11th Dimension             | 4:05 |
| 4.                 | 4 Chords of the Apocalypse | 5:02 |
| 5.                 | Ludlow St.                 | 5:45 |
| 6.                 | River of Brakelights       | 5:13 |
| 7.                 | Glass                      | 5:20 |
| 8.                 | Tourist                    | 5:02 |
| Totale duur: 39:49 |                            |      |

| Nr. | Titel                         | Duur |
| --- | ----------------------------- | ---- |
| 9.  | Old Hollywood                 | 4:33 |
| 10. | 30 Minute Boyfriend           | 3:31 |
| 11. | I Wish It Was Christmas Today | 3:11 |

## Data van uitgave
| Land | Datum van uitgave |
| --- | ----------------- |
| Australië, Oostenrijk, Duitsland, Zwitserland                                                                                               | 30 oktober 2009   |
| België, Tsjechië, Denemarken, Finland, Frankrijk, Hong Kong, Italië, Nederland, Nieuw-Zeeland, Polen, Portugal, Verenigd Koninkrijk, Mexico | 2 november 2009   |
| Canada, Spanje, Verenigde Staten | 3 november 2009   |
| Zweden | 4 november 2009   |
| Argentinië | 10 november 2009  |
| Brazilië | 13 november 2009  |